# Roure japonès
El roure japonès (Quercus glauca) és una espècie de roure que pertany a la família de les fagàcies i està dins del subgènere Cyclobalanopsis, del gènere Quercus.

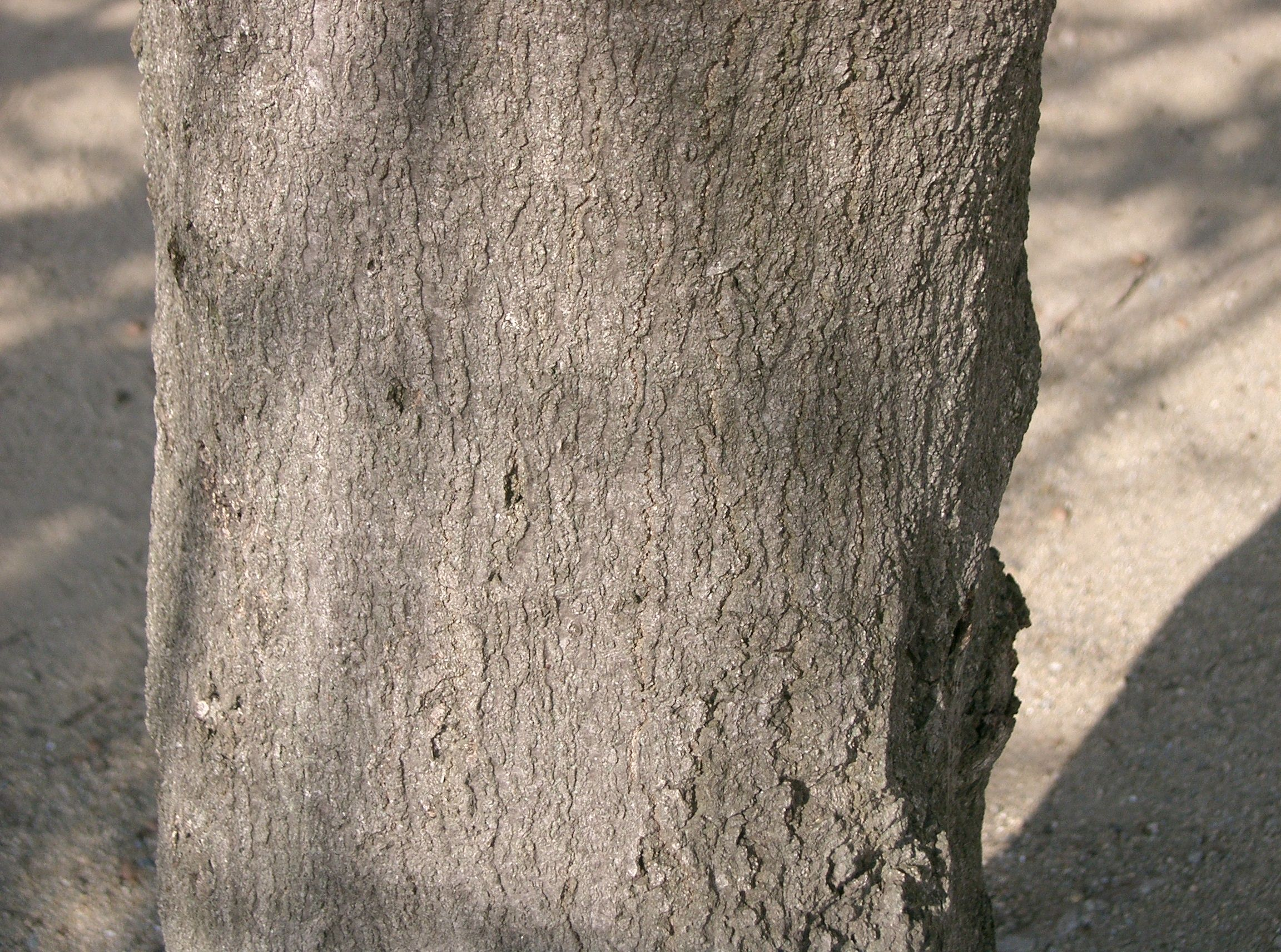
tronc

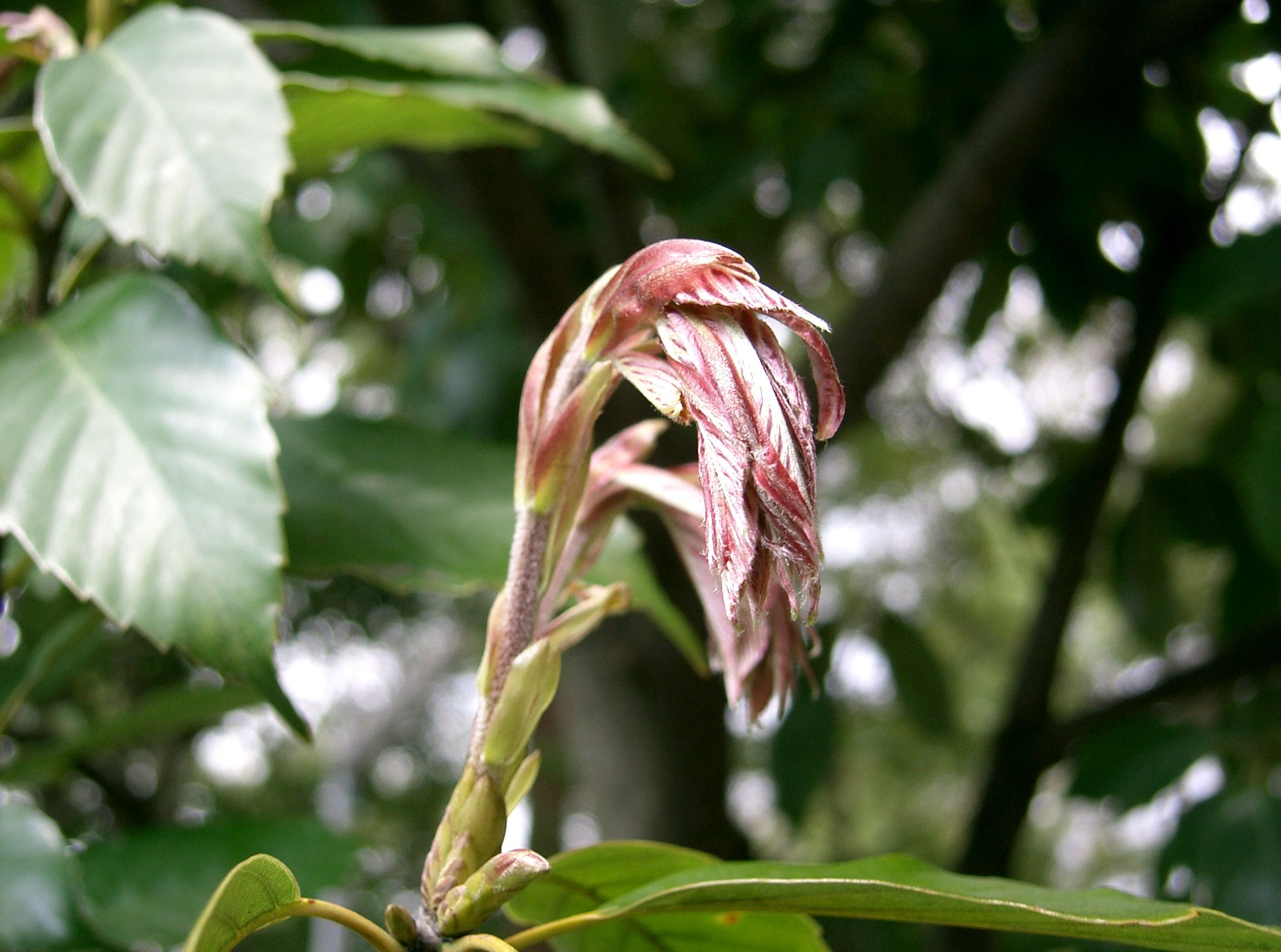
nou brot

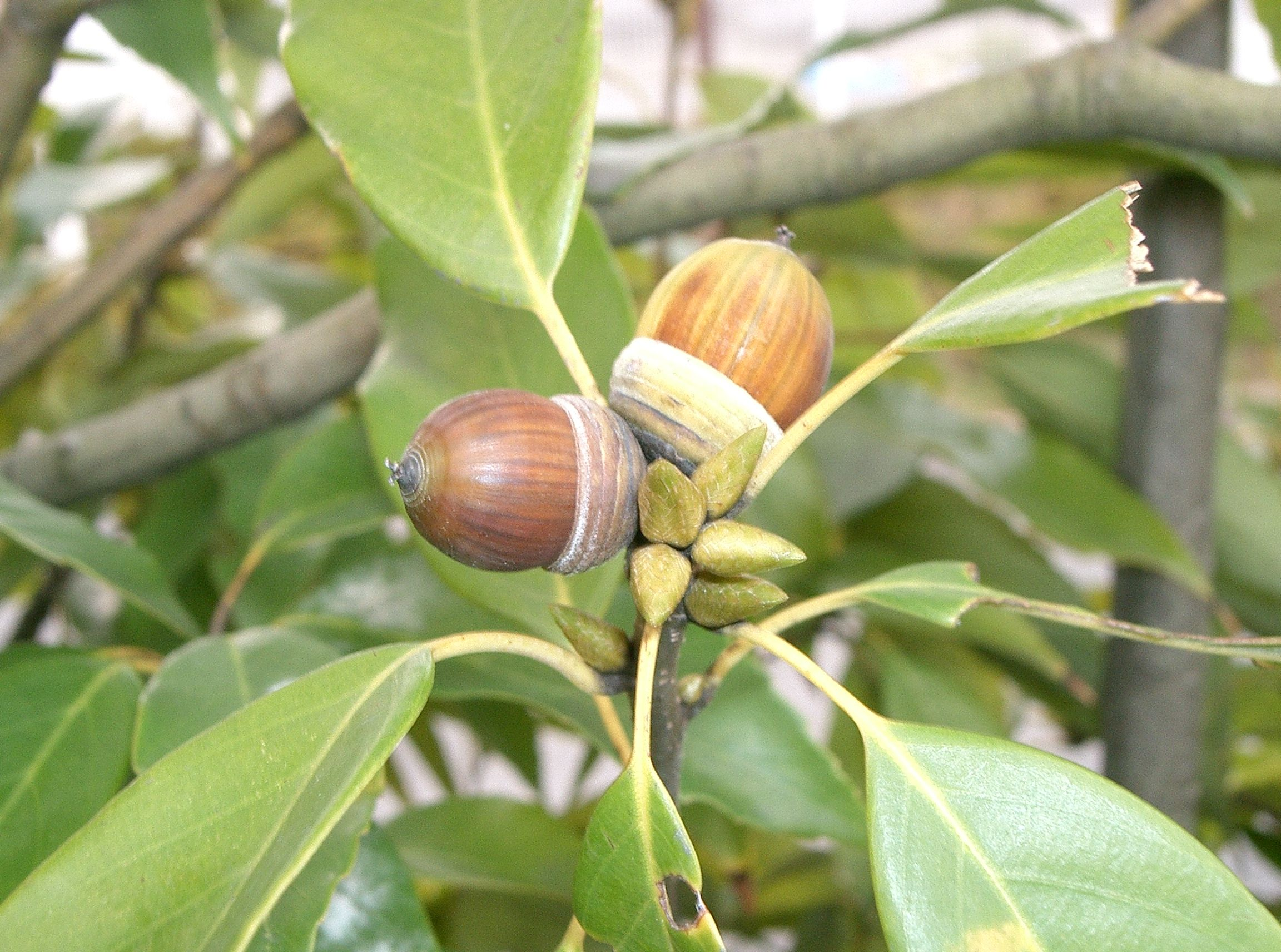
glans

## Descripció
És urbre perennifoli que pot arribar als 18 m d'alçada, encara que rarament supera els 15 m. Els brots joves són gruixuts, groc-pilosos a l'inici, per passar a perdre tota la pilositat amb el temps. Les fulles són coriàcies, de 8 a 13 cm de llarg i de 3 a 4 cm d'ample, són acuminades a l'àpex i amplament arrodonides a la base. Són asserrades en la meitat superior. De color verd brillant per la part superior i glauques per la part inferior. La maduració de les glans és anual.

## Distribució i hàbitat
Quercus glauca creix a l'Himàlaia, el Pakistan, el sud-oest de la Xina, Corea, Taiwan i el Japó. Necessita un clima temperat per viure-hi, perquè és sensible a les gelades. Vegeta favorablement sobre sòls francs i argilosos, i amb certa humitat. Es desenvolupa correctament a l'ombra o mitja ombra, i tolera els vents forts, encara que no a primera línia de mar.

## Usos
Les seves aglans són, en part, comestibles.

## Taxonomia
Quercus glauca va ser descrita per Carl Peter Thunberg i publicat a Flora Japonica 175–176, a l'any 1784.
Etimologia
Quercus: nom genèric del llatí que designava igualment al roure i a l'alzina.
glauca: epítet llatí que significa del glauc, d'un color verd clar amb una certa tonalitat blavosa, fent referència al color de les fulles.
Sinonímia
- Quercus sect. Glauca Menitsky, Novosti Sist. Vyssh. Rast. 13: 64 (1976).
- Quercus glauca Bürger ex Blume, Mus. Bot. 1(19): 290 (1851).
- Quercus glauca Bosc, Mem. Chenes 26; ex Loisel. in Duham. Arb. ed. Nov. vii. 161.
- Quercus glauca Thunb., Fl. Jap. (Thunberg) 175 (1784).
- Quercus glauca Martrin-Donos & Timb.-Lagr., Bull. Soc. Bot. France 11(Sess. Extraord.): xvi (1864).
- Quercus glauca Thunb., Syst. Veg., ed. 14 (J. A. Murray). 858 (1784).
- Quercus glauca var. amamiana (Hatus.) Hatus. ex H.Ohba, Fl. Jap. (Iwatsuki et al., eds.) 2a: 52 (2006).
- Quercus glauca var. amamiana (Hatus.) Hatus., Fl. Ryukyus 222, ? without basionym ref. (1971).
- Quercus glauca var. hypargyrea Seemen, Bot. Jahrb. Syst. 29(2): 293 (1900).
- Quercus glauca f. lacera (Blume) Kitam., Acta Phytotax. Geobot. 26(1-2): 9 (1974).
- Quercus glauca subsp. longinux (Hayata) Menitsky, Novosti Sist. Vyssh. Rast. 14: 64 (1977).
- Quercus glauca var. longinux (Hayata) Menitsky, Novosti Sist. Vyssh. Rast. 13: 68 (1976).
- Quercus glauca var. nudata Blume, Mus. Bot. 1: 306 (1850).
- Quercus glauca f. nudata (Blume) M.Kim, Korean Endemic Pl. 523 (2017).
- Quercus glauca var. podocupula C.F.Shen, in C.F. Shen & T.S. Liu, Taxon. & Pollen Morph. Fagaceae Taiwan 53 (1984) (1984).
- Quercus glauca var. salicina (Blume) Menitsky, Novosti Sist. Vyssh. Rast. 13: 68 (1976).
- Quercus glauca subsp. schottkyana (Rehder & E.H.Wilson) Menitsky, Novosti Sist. Vyssh. Rast. 13: 67 (1976).[3]